# Paderne (Spanyolország)
Paderne egy község Spanyolországban, A Coruña tartományban. Paderne Bergondo, Betanzos, Coirós, Irixoa és Miño, A Coruña községekkel határos. Lakosainak száma 2387 fő (2024).

## Népesség
A település népessége az utóbbi években az alábbiak szerint változott:
| Lakosok száma | 2758 | 2689 | 2735 | 2672 | 2628 | 2502 | 2445 | 2394 | 2393 | 2387 |
|               | 2001 | 2004 | 2006 | 2009 | 2011 | 2014 | 2016 | 2019 | 2021 | 2024 |